# 新特羅伊茨凱 (維利尼揚斯克市鎮)
新特羅伊茨凱（烏克蘭語：Новотроїцьке），是烏克蘭東南部扎波羅熱州扎波羅熱區维利尼扬斯克市镇内的村落。始建於1898年，面積0.71平方公里，2001年人口109，人口密度每平方公里153.3人。